# Septentriopora nigrans
Septentriopora nigrans är en mossdjursart som först beskrevs av Walter Douglas Hincks 1882.  Septentriopora nigrans ingår i släktet Septentriopora och familjen Calloporidae. Inga underarter finns listade i Catalogue of Life.